# Minca
Minca je bio bakreni novac Dubrovačke Republike. Riječ minca dolazi od njemačke riječi munze (kovanica), a latinski naziv za ovu vrstu novca je follar. Minca se počela kovati 1294. godine i kovana je sve do 1612. godine. Masa joj se kretala od 0,63 do 2,8 grama, promjer od 14 do 20 mm. Jedan srebrni denar vrijedio je 30 minci.